# Eucalyptus normantonensis
Eucalyptus normantonensis är en myrtenväxtart som beskrevs av Joseph Henry Maiden och Cambage. Eucalyptus normantonensis ingår i släktet Eucalyptus och familjen myrtenväxter. Inga underarter finns listade i Catalogue of Life.